# Aïn Berda
Ain El Berda là một đô thị thuộc tỉnh Annaba, Algérie. Dân số thời điểm năm 2002 là 17.446 người.